# Jacques Marie Charles de Drouas de Boussey
Pour les articles homonymes, voir Drouas.
 (mai 2019).
Jacques Marie Charles de Drouas de Boussey, baron de Drouas, né le 3 novembre 1748 à Sens (Yonne), mort le 28 décembre 1829 à Dijon (Côte d'Or), est un général français de la révolution et de l’Empire.
Il est issu de la famille de Drouas, une vieille famille bourguignonne de militaires et de magistrats, apparentée à toutes les grandes familles parlementaires de Bourgogne, dont les Bossuet. Deux de ses trois fils sont morts au champ d'honneur lors des guerres de l'époque. Il était l'ancien seigneur de Velogny et propriétaire du château de ce village.

## États de service
Après des études spéciales dans les écoles d’artillerie de Metz et de Toul pendant trois ans, il est reçu comme élève à l’école d’artillerie de La Fère, puis à celle de Bapaume le 30 novembre 1765. Le 12 janvier 1767, il est nommé lieutenant en premier au régiment de La Fère-artillerie, et capitaine le 9 mai 1778. Il sert sur les côtes de Flandre en 1778 et 1779.
En 1791, il passe dans le régiment de Metz, et il est nommé lieutenant-colonel du 2e régiment d’artillerie le 1er novembre 1792. Il demeure attaché à l’Armée de l'Intérieur et il est chargé du commandement de l’artillerie du camp sous Paris, de celle de Paris, de l’établissement et de la direction de l’arsenal de cette ville.
Il est nommé chef de brigade le 20 pluviôse an II (8 février 1794), et il continue d’exercer les mêmes fonctions. Il prend part aux événements du 1er prairial an III (20 mai 1795) et du 13 vendémiaire an IV (5 octobre 1795).
Il est promu général de brigade le 9 vendémiaire an V (30 septembre 1796), et inspecteur général commandant le 2e arrondissement d’artillerie. Par arrêté du Directoire en date du 15 pluviôse an VI (3 février 1798), il est chargé de l’approvisionnement et de l’armement des places de Mayence et de Cassel. Après cette opération, il est appelé par le ministre à la direction de l’artillerie et du génie, mais sa santé ne lui permet pas d’accepter cette mission. Au mois de floréal an VII, il est envoyé à l’Armée de Mayence, il y reste jusqu’en l’an IX. 
Il est fait commandant de la Légion d’honneur le 19 frimaire an XII (11 décembre 1803), et commandeur de l’ordre le 25 prairial an XII (14 juin 1804), et électeur du département de la Côte-d'Or. Le 25 fructidor an XIII (12 septembre 1805), il commande en second l’artillerie de l’armée en Hollande. En 1806, il fait partie de l’armée du Nord, commandée par le roi de Hollande Louis Bonaparte, et en 1807, il est à l’armée d’observation sous les ordres du maréchal Brune. Il se trouve au siège de Stralsund, et le 17 octobre 1807, il obtient un congé pour raisons de santé.
En 1808, il demande sa retraite qui lui est accordé le 11 février 1809. Il porte les titres de baron et de maréchal de camp dans les Almanachs royaux publiés après la Restauration.
Il meurt à Dijon le 28 décembre 1829.